# Yasin Ayari
Yasin Ayari (Solna, 6 de octubre de 2003) es un futbolista sueco que juega en la demarcación de centrocampista para el Brighton & Hove Albion F. C. de la Premier League.

## Trayectoria
El 30 de enero de 2023 se anunció su fichaje al Brighton & Hove Albion. Debutó en un partido de la FA Cup y disputó tres encuentros en la Premier League antes de ser cedido la siguiente temporada al Coventry City F. C. y el Blackburn Rovers F. C.

## Selección nacional
Tras jugar en varias categorías inferiores de la selección, finalmente hizo su debut con la selección de fútbol de Suecia en un partido amistoso contra Finlandia que finalizó con un resultado de 2-0 a favor del combinado sueco tras los goles de Christoffer Nyman y Joel Asoro.

## Estadísticas

### Clubes
Actualizado al último partido disputado el 27 de diciembre de 2024.
| Club                                    | Div.          | Temporada     | Liga  | Liga  | Copas nacionales | Copas nacionales | Copas internacionales | Copas internacionales | Total | Total |
| Club                                    | Div.          | Temporada     | Part. | Goles | Part.            | Goles            | Part.                 | Goles                 | Part. | Goles |
| --------------------------------------- | ------------- | ------------- | ----- | ----- | ---------------- | ---------------- | --------------------- | --------------------- | ----- | ----- |
| AIK Fotboll · Suecia                    | 1.ª           | 2020          | 1     | 0     | 1                | 0                | —                     | —                     | 2     | 0     |
| AIK Fotboll · Suecia                    | 1.ª           | 2021          | 12    | 0     | 5                | 1                | —                     | —                     | 17    | 1     |
| AIK Fotboll · Suecia                    | 1.ª           | 2022          | 24    | 4     | 0                | 0                | 5                     | 1                     | 29    | 5     |
| AIK Fotboll · Suecia                    | Total club    | Total club    | 37    | 4     | 6                | 1                | 5                     | 1                     | 48    | 6     |
| Brighton & Hove Albion F. C. Inglaterra | 1.ª           | 2022-23       | 3     | 0     | 1                | 0                | —                     | —                     | 4     | 0     |
| Coventry City F. C. Inglaterra          | 2.ª           | 2023-24       | 13    | 1     | —                | —                | —                     | —                     | 13    | 1     |
| Coventry City F. C. Inglaterra          | Total club    | Total club    | 13    | 1     | 0                | 0                | 0                     | 0                     | 13    | 1     |
| Blackburn Rovers F. C. Inglaterra       | 2.ª           | 2023-24       | 10    | 0     | 3                | 0                | —                     | —                     | 13    | 0     |
| Blackburn Rovers F. C. Inglaterra       | Total club    | Total club    | 10    | 0     | 3                | 0                | 0                     | 0                     | 13    | 0     |
| Brighton & Hove Albion F. C. Inglaterra | 1.ª           | 2024-25       | 15    | 0     | 2                | 0                | —                     | —                     | 17    | 0     |
| Brighton & Hove Albion F. C. Inglaterra | Total club    | Total club    | 18    | 0     | 3                | 0                | 0                     | 0                     | 21    | 0     |
| Total carrera                           | Total carrera | Total carrera | 78    | 5     | 12               | 1                | 5                     | 1                     | 94    | 7     |